# Marco Fuser
Marco Fuser (Villorba, 9 marzo 1991) è un ex rugbista a 15 italiano, in carriera seconda linea professionista con i club Benetton, Newcastle e Massy e 41 volte internazionale per l'Italia con la quale prese parte alla Coppa del Mondo di rugby 2015.

## Biografia
Fuser iniziò a giocare a rugby all'età di 14 anni con la squadra del Villorba, suo paese di nascita nella provincia di Treviso. In seguito approdò alle giovanili del Mogliano, fino ad essere ingaggiato nell'under-20 del Benetton Treviso.
Fresco dell'esperienza internazionale con l'under-20 dell'Italia, nel 2011 la seconda linea veneta debuttò nel campionato di Eccellenza giocando con il Mogliano. Dopo la positiva stagione 2011-12, culminata con il terzo posto ottenuto dal Mogliano in campionato, e già convocato in precedenza nella Nazionale A, il C.T. della nazionale italiana Jacques Brunel lo inserì tra i convocati per il tour delle Americhe facendolo giocare nella partita del 15 giugno 2012 vinta 25-16 contro il Canada.
Dopo avere già giocato precedentemente con la franchigia in qualità di permit player, nel 2012 Marco Fuser si unì al Benetton Treviso per disputare il Pro12. Tre anni più tardi venne convocato per disputare la Coppa del Mondo di rugby 2015, giocando contro il Canada dopo essere subentrato dalla panchina.
Nel 2020, tagliato dalla rosa del Benetton, si trasferì in Inghilterra giocando per Newcastle in English Premiership.
Terminato il biennio nel campionato britannico, si accasò in Francia militano per la stagione sportiva 2022-23 tra le file del Massy neopromosso in Pro D2.
Rientrato in Italia, firmò per Reggio Emilia, club di prima divisione del campionato italiano, prendendo parte ad un ridotto numero di gare causa problemi fisici, per poi dare ufficialmente l'addio al rugby giocato a stagione in corso il 17 marzo 2024.